# Martin Gareis
Pour les articles homonymes, voir Gareis.
Martin Gareis (6 octobre 1891 à Berlin - 26 février 1976 à Kreuth) est un General der Infanterie allemand qui a servi au sein de la Heer dans la Wehrmacht pendant la Seconde Guerre mondiale.
Il a été récipiendaire de la Croix de chevalier de la Croix de fer. Cette décoration est attribuée pour récompenser un acte d'une extrême bravoure sur le champ de bataille ou un commandement militaire avec succès.

## Biographie
Il est formé dans le corps des cadets et s'engage ensuite le 21 décembre 1909 comme enseigne dans le 24e régiment d'infanterie de l'armée prussienne. Après avoir suivi avec succès l'école de guerre de Potsdam, Gareis est promu lieutenant le 18 août 1911.
Martin Gareis est capturé par les forces britanniques en 1945, et reste en captivité jusqu'en 1947.

## Décorations
- Croix de fer (1914)
  - 2e Classe
  - 1re Classe
- Insigne des blessés (1914)
  - en Noir
- Croix du Mérite militaire de Mecklembourg-Schwerin
  - 2e Classe
  - 1re Classe
- Croix de chevalier de l'Ordre royal de Hohenzollern avec glaives (30 septembre 1918)
- Croix d'honneur
- Agrafe de la Croix de fer (1939)
  - 2e Classe
  - 1re Classe
- Insigne de combat d'infanterie
- Médaille du Front de l'Est
- Ordre de Michel le Brave
  - 3e Classe (12 juillet 1944)
- Croix allemande en Or (18 octobre 1941)
- Croix de chevalier de la Croix de fer
  - Croix de chevalier le 29 novembre 1943 en tant que Generalleutnant et commandant de la 98. Infanterie-Division[1]
- Mentionné dans le bulletin quotidien radiophonique Wehrmachtbericht (16 novembre 1943)